# Ogcodes pamiricus
Ogcodes pamiricus este o specie de muște din genul Ogcodes, familia Acroceridae, descrisă de Nartshuk în anul 1982.
Este endemică în Tadzhikistan. Conform Catalogue of Life specia Ogcodes pamiricus nu are subspecii cunoscute.